# Europeiska unionens miljöpolitik
Europeiska unionens miljöpolitik innefattar cirka 500 olika rättsakter (förordningar, direktiv och beslut) med syfte att säkra ett högt miljöskydd inom Europeiska unionen och dess omvärld. Unionens miljöpolitik rör bland annat problem med klimatförändring, surt regn, ozonlagret, luftföroreningar och vattenförorening, buller, avfall och förnybar energi.
Miljöpolitik är ett av unionens befogenhetsområden. Unionen har delad befogenhet med medlemsstaterna inom detta område, vilket innebär att även medlemsstaterna har rätt att anta rättsligt bindande akter inom en fråga så länge inte unionen har gjort det.
Unionen har bland annat gemensamma lagar om skydd av fåglar och andra djur genom fågeldirektivet och habitatdirektivet, ett gemensamt system för handel av utsläppsrätter och ett regelverk för att skydda vattenkvaliteten inom unionen genom vattendirektivet. Europaparlamentet och Europeiska unionens råd fastställer de prioriterade målen för unionens miljöpolitik genom allmänna miljöhandlingsprogram.